# 教会大分裂

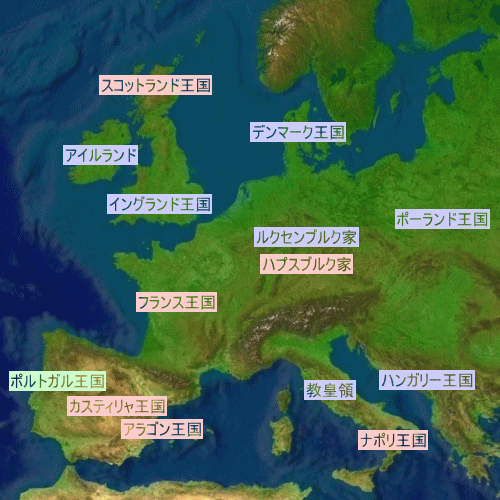
教会大分裂
赤がアヴィニョン教皇庁支持。青がローマ教皇庁支持。緑のポルトガルは当初アヴィニョン支持だったが、ローマ支持に転じた

教会大分裂（きょうかいだいぶんれつ、ラテン語: Magnum schisma occidentale）は、1378年から1417年の間、ローマとアヴィニョンにそれぞれローマ教皇が立ち、カトリック教会が分裂した状態のことである。最も有名なシスマの1つで、単に「シスマ」という場合はこの事件を指すことも多く、また、「大シスマ」とも呼ばれる（「大シスマ」は、東西教会の分裂を指すこともある）。西方大離教、西方教会大分裂ともいう。
1377年、グレゴリウス11世がローマに戻ったことによりアヴィニョン教皇捕囚は終結したとされるが、グレゴリウス11世は翌年に死去した。新教皇選挙（コンクラーヴェ）が行われ、新しくナポリ出身のウルバヌス6世が教皇に選出されたものの、多数派のフランス人枢機卿らは選挙を無効だとして、ウルバヌス6世の廃位とジュネーヴ出身のクレメンス7世の教皇選出を宣言した。クレメンス7世はアヴィニョンに戻り、教皇位を主張したウルバヌス6世はローマに留まったため、カトリック教会は両派に分裂することになった。
事態を収拾するため、1409年にピサ教会会議が開催され、2人の教皇（グレゴリウス12世・ベネディクトゥス13世）の廃位とアレクサンデル5世の選出を決めた。しかし2人の教皇は納得せず、3人の教皇が鼎立する事態となった。
アレクサンデル5世の後継者であるヨハネス23世は、1414年に神聖ローマ皇帝ジギスムントの圧力を受け、ドイツでコンスタンツ公会議を召集した。会期中にヨハネス23世はコンスタンツから逃亡してしまったため、公会議により廃位とされ、グレゴリウス12世も退位に同意した。後にベネディクトゥス13世も廃位された。1417年、新たにマルティヌス5世が教皇に選出され、ようやく教会大分裂は収束した。

## 歴史

### 発端
教皇グレゴリウス11世は教皇庁をローマへ戻し、アヴィニョンの時代（アヴィニョン捕囚）は終わったかに見えた。
1378年、グレゴリウス11世の死後、教皇選挙でウルバヌス6世が即位した。
枢機卿団はフランス人が圧倒的に多かったが、イタリア人教皇を求める声は強く、さらにフランス人枢機卿の間にも分裂が生じていた。
ウルバヌス6世は当初官僚的で温厚な人物だと考えられていたが、即位すると枢機卿に対し強圧的になった。その結果フランス人枢機卿がローマを去り、イタリア人枢機卿たちもこれに従った。
彼らはしばらく教皇と交渉を試みたが、埒が明かないことを悟ると、一転してフランス王の甥にあたるクレメンス7世を選出し、アヴィニョンに拠った。
ここにローマとアヴィニョンに2人の教皇、2組の枢機卿団が並立する長い教会大分裂が始まった（1378年〜1417年）。

### 各国の支持
ヨーロッパの主要国は一方の教皇を支持して分裂した。
ウルバヌス6世の側には、ルクセンブルク家の神聖ローマ皇帝と帝国の大部分、ハンガリー、ボヘミア、ネーデルラントの諸国、イングランドが、一方のクレメンス7世にはフランス、スコットランド、サヴォワ、ハプスブルク家のオーストリアが支持を表明した。
さらに当時、道徳的に優れていたとされ教会に信頼されていた聖職者たちからも、両教皇の正当性について全く分裂した意見が表明された（具体的には聖カタリナはウルバヌス6世を、ビセンテ・フェレールはクレメンス7世を支持した）。

### 分立状態
両教皇の死後も教権の分立状態は解消されず、主にフランス王権と神聖ローマ皇帝権の意を受けたそれぞれの教皇が並び立った。
ローマではウルバヌス6世が死ぬと、ボニファティウス9世が跡を継ぎ、アヴィニョンではクレメンス7世の死後にベネディクトゥス13世が即位した。
このベネディクトゥス13世はフランス教会への支配を徹底しようとして、パリ大学を中心とするフランス人聖職者の反発を招き、フランス教会のガリカニスムの傾向を強めることとなった。

### 3教皇鼎立
このような混乱の中で、譲歩しようとしない両教皇の態度に業を煮やした両教皇庁の枢機卿団は、公会議を開いて新しい教皇を選任し、この分裂を解消しようという動きを取り始め、公会議主義(公会議派)が形成された。公会議派は1409年ピサ公会議を開き、両教皇の参加を求めたが受け入れられなかった。
この公会議は両教皇の廃位を宣言し、新たにアレクサンデル5世を選出した。
これに対し、ベネディクトゥス13世はペルピニャンで、グレゴリウス12世はチヴィダーレでそれぞれ自派の公会議を開いたため、ここに3人の教皇が鼎立することとなった。アレクサンデル5世は1年後に亡くなり、ヨハネス23世が継いだが、この教皇の評判は芳しくなかった。

### 教皇一覧
| 主な教会会議                      | ローマ教皇庁                 | アヴィニョン教皇庁            | 公会議派 |
| --------------------------------- | ---------------------------- | ----------------------------- | -------- |
|                                   | ウルバヌス6世 (1378-1389)    | クレメンス7世 (1378-1394)     |          |
| ボニファティウス9世 (1389-1404)   |                              | クレメンス7世 (1378-1394)     |          |
| ベネディクトゥス13世 (1394-1417)  |                              |                               |          |
| インノケンティウス7世 (1404-1406) |                              |                               |          |
| ピサ教会会議 (1409年)             | グレゴリウス12世 (1406-1415) | アレクサンデル5世 (1409-1410) |          |
|                                   | グレゴリウス12世 (1406-1415) | アレクサンデル5世 (1409-1410) |          |
| コンスタンツ公会議 (1414-1418)    | グレゴリウス12世 (1406-1415) | ヨハネス23世 (1410-1415)      |          |
| コンスタンツ公会議 (1414-1418)    |                              |                               |          |
| コンスタンツ公会議 (1414-1418)    | マルティヌス5世 (1417-1431)  |                               |          |

#### 備考
- 現在の教会史では、ローマ教皇庁の教皇（図の黄色）を正統として数え、それ以外の教皇は対立教皇としている[1]。
- ベネディクトゥス13世廃位の年は1417年としたが、資料により1415年あるいは1423年?（死去の年）となっている。1415年に廃位が宣言されたが、本人は納得せず1417年に2度目の廃位が宣言された。しかし、本人は死ぬまで周囲の者に教皇と呼ばせていたという。
- この後にも対立教皇が出現しており、バーゼル公会議の分裂で選出されたフェリクス5世が最後である。

### コンスタンツ公会議

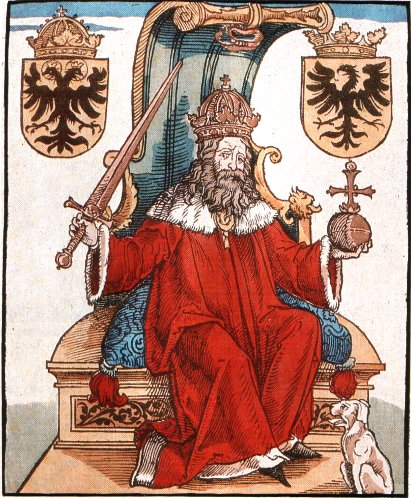
皇帝ジギスムント
教会大分裂の解消に熱心であった。図中右の鷲の紋章はドイツ王権を、左の双頭の鷲の紋章は皇帝権を象徴する。彼はローマ王として単頭の鷲を、皇帝として双頭の鷲を印璽で用いた最初の君主であり、以後慣習として定着した。また図中の双頭の鷲の頭には光輪が見えるが、これもジギスムントによって帝国の神聖さの象徴として書き加えられることが定められた

ルクセンブルク家の皇帝ジギスムントは、教会の再統一に積極的な姿勢を見せ、ヨハネス23世とグレゴリウス12世の同意もとりつけて1415年にコンスタンツ公会議を開いた。
このコンスタンツ公会議ではイングランドとフランスが百年戦争中で長い対立の中にあったこともあって、国民的な単位に基づく異例の投票形式が採用され、イングランド・フランス・ドイツ・イタリアの4つの出身団（ナツィオ、"natio"）により行われ、1417年からはスペインの出身団と枢機卿団が加えられて投票権を持つ集団は6つとなった。
公会議の途中で教皇ヨハネス23世は出奔し、公会議は召集権を持つ教皇を失って一時危機を迎えたが、公会議派が中心となって公会議の決定が教権に優越することが主張され、公会議は教令「サクロサンクタ ("Sacrosancta")」を発してその正当性を保持することに成功した。しかし「サクロサンクタ」は公会議が教権に優越することを永久的に定めたものとは見なされなかった。
しかし会議は難航した。フスなどの異端運動に対する問題や、教会改革を声高に主張する急進者と反発する保守派、そして国民間の対立や神学者同士の理論上の対立が持ち込まれることもしばしばであった。さらに公会議に教皇の選任権があるのかという問題も紛糾した。
この公会議は様々な論争と政治的駆け引きに翻弄され、長引いたものの、鼎立した3人の教皇を廃位し、新たにマルティヌス5世が選任されることで一致した。
こうして教会大分裂は終わったが、一連の過程の中で、もはや普遍的であると信じられていた教会の中でさえ、国民性が影響力を増していることが明らかとなった。
教会大分裂の時代にもカトリック教会の統一が維持されたことは、普遍的な教会が未だ求心力を失っていなかったことを示しているが、国民的な単位を通して世俗の権力が教会に対する支配を強めたことは確かであった。
ただし公会議主義は教権の統一が果たされると、急速に影響力を低下させ、世俗の政治社会における議会のような明確な制度化にはつながらなかった。

## 影響
教会大分裂は聖職者だけではなく、西ヨーロッパ全体の社会に影響を与えた。ホイジンガによれば、「ブリュージュの街がローマ教皇支持からアヴィニョン教皇支持へ転じたとき、ローマ教皇派の大勢の民衆が街を出て、付近のローマ教皇支持の街へと移住した。」「フランス王の臣下で著述家のピエール・サルモンがユトレヒトにやってきたときのこと、彼のために復活祭のミサをおこなう司祭は一人もいなかった。なぜならピエールはアヴィニョン教皇を支持する側にいると考えられたからである。」。ホイジンガは13世紀から15世紀の時代を「党派の時代」と呼び、このような党派対立の原因を経済的利害であるよりは、民衆の心性に存した「復讐欲」であると見ている。このような党派対立のなかからブルゴーニュ公領ネーデルラントに民族意識の萌芽が見られ、ハプスブルク家などの外来の支配者との対決を通じて国民感情に発展したという。